# Gojčo
Gojčo (Goizo, Goyzo, Guoiço) (11. stoljeće), hrvatski ban 1060. – 1069. godine. Postoji pretpostavka da su Gojčo i Gojslav, ubijeni brat Petra Krešimira IV. (1058. – 1074.), bili ista osoba, iako za to nema potvrde. Gojčo se spominje kao ban u Krešimirovim ispravama izdanim 1060–1062. godine i vjerojatno je jedan od neimenovanih banova u kraljevoj ispravi izdanoj u Ninu 1069. godine.